# Діана Вінн Джонс
Діана Вінн Джонс (англ. Diana Wynne Jones; 16 серпня 1934, Лондон — 26 березня 2011, Бристоль) — британська письменниця, авторка фантастичних романів для дітей та дорослих. Найбільш відомі роботи — це серія книг про Крестомансі (англ. Chrestomanci) і роман «Мандрівний замок Хаула» (англ. Howl's Moving Castle), а також «Темний Володар Деркгольму» (англ. Dark Lord of Derkholm).

## Біографія
Джонс народилася 16 серпня 1934 року в Лондоні, в сім'ї Марджорі та Річарда Джонсів, обидва були вчителями. Коли почалася Друга світова війна, була евакуйована в Уельс. Її сім'я кілька разів переїжджала — Коністон (англ. Coniston Water), Йорк, — поверталася назад в Лондон, поки в 1943 осіла в місті Такстед (Thaxted), Ессекс. Там і пройшло дитинство Джонс: вона і дві її молодші сестри Урсулла й Ізабель (що стала потім професором Ізабель Армстронг, літературним критиком) були надані самі собі. Закінчивши школу, у 1953 вступила до коледжу св. Анни при Оксфорді, де вивчала англійську мову. Джонс відвідувала лекції К. С. Льюїса і Джона Р. Р. Толкіна. Завершивши навчання в 1956, вийшла заміж за Джона Барроу, фахівця з середньовічної літератури. Вони недовго жили в Лондоні, потім повернулися назад в Оксфорд і, нарешті, у 1976 переїхали в Бристоль. У них три сини: Річард, Майкл і Колін.
Джонс — авторка більш ніж сорока книг, перекладених 17 мовами. Лауретка багатьох літературних нагород і премій, серед яких найпрестижніші «Міфопоетична премія» (англ. Mythopoeic Fantasy Awards) і «Медаль Карнегі» (англ. Carnegie Medal). Особливою популярністю користуються цикл «Світи Крестомансі» і роман «Мандрівний замок Хаула», екранізований 2004 року відомим японським режисером аніме Хаяо Міядзакі. Англійська версія мультфільму вийшла в 2005 з однойменною назвою «Мандрівний замок Хаула». Критика досі порівнює настільки нашумілого «Гаррі Поттера» саме зі знаменитим серіалом «Світи Крестомансі», який з'явився майже на два десятка років раніше книг Джоан К. Роулінг. Твори Джонс також часто порівнюють з книгами  Робін Маккінлі і Ніла Геймана. Вона дружила з Гейманом, обидва були шанувальниками творів один одного. Письменниця присвятила роман «Гексвуд» (англ. Hexwood) Гейманові, зазначивши, що ідея сюжету була почерпнута нею в одній з їхніх бесід.

## Хвороба та смерть
На початку літа 2009 року у Джонс діагностували рак легенів. У липні вона перенесла операцію та повідомила друзям, що операція пройшла успішно. Проте у червні 2010 року письменниця оголосила, що припиняє хіміотерапію, тому що вона лише погіршує самопочуття. У середині 2010 року вона була на півдорозі до нової книги, а також планувала наступну. Вона померла 26 березня 2011 року від раку легень.  Коли її кремували на Кенфордському кладовищі, її оточували чоловік, троє синів і п'ятеро онуків.
Розповідь, коли вона захворіла, щоб написати, «Острови Халдеї», була завершена її сестрою Урсулою Джонс у 2014 році. У 2013 році посмертно було опубліковано ще одну книгу «Мерзенні відвідувачі».

## Нагороди та номінації

### Номінації
Carnegie Medal:
- 1975: У собачій шкурі (англ. Dogsbody)
- 1977: Зачароване життя (англ. Charmed Life)
- 1988: Дев'ять життів Крістофера Чанта (англ. The Lives of Christopher Chant)
- 2005: Conrad's Fate
- 2008: The Pinhoe Egg

Hugo Award for Best Non-Fiction Book:
- 1997: The Tough Guide To Fantasyland

Mythopoeic Fantasy Award for Children's Literature:
- 1992: Повітряний замок (англ. Castle in the Air)
- 2007: The Pinhoe Egg
- 2009: Будинок безлічі шляхів (англ. House of Many Ways)

### Премії
Boston Globe-Horn Book Awards:
- 1984: Пастка для чарівників (англ. Archer's Goon) — друге місце
- 1986: Мандрівний замок Хаула (англ. Howl's Moving Castle) — третє місце

Guardian Award:
- 1978: Зачароване життя (англ. Charmed Life)

Mythopoeic Fantasy Award for Children's Literature:
- 1996: Корона Дейлмарка (англ. The Crown of Dalemark)
- 1999: Темний Володар Деркхольма (англ. Dark Lord of Derkholm)

Phoenix Award:
- 2006: Мандрівний замок Хаула (англ. Howl's Moving Castle)

## Список творів

### Серії

#### Цикл «Крестомансі»
У хронологічному порядку:
1. «Дев'ять життів Крістофера Чанта» (англ. The Lives of Christopher Chant, 1988)
2. «Доля Конрада» (англ. Conrad's Fate, 2005)
3. «Зачароване життя» (англ. Charmed Life, 1977)
4. «Чарівники з капрону» (англ. The Magicians of Caprona, 1980)
5. The Pinhoe Egg (Яйце сім'ї Пінху) (2006)
6. «Вихори чарівництва» (англ. Mixed Magics, 2000) — короткі історії
7. «Кудесник на колесах» (англ. Warlock at the Wheel)
8. «Викрадач душ» (англ. Stealer of Souls)
9. «Сотий сон Керол Онейро» (англ. Carol O'Neir's Hundredth Dream)
10. «Тирський мудрець» (англ. The Sage of Theare)
11. "Відьмовий Тиждень[en] (1982)

Діана Вінн Джонс рекомендує читати в такому порядку:
1. «Зачароване життя» (англ. Charmed Life, 1977)
2. «Дев'ять життів Крістофера Чанта» (англ. The Lives of Christopher Chant, 1988)
3. «Доля Конрада» (англ. Conrad's Fate, 2005)
4. «Відьмин Тиждень» (англ. Witch Week, 1982)
5. «Чарівники з капрону» (англ. The Magicians of Caprona, 1980)
6. «Вихори чарівництва» (англ. Mixed Magics, 2000)
7. «Яйце сім'ї Пінху» (англ. The Pinhoe Egg, 2006)

#### Деркхольм (Derkholm)
1. «Темний Володар Деркгольму» (англ. Dark Lord of Derkholm, 1998)
2. «Рік грифона» (англ. Year of the Griffin, 2000)

#### Квартет Дейлмарка (Dalemark Quartet)
У порядку опублікування:
1. «Син менестреля» (англ. Cart and Cwidder, 1975)
2. «Дорога вітрів» (англ. Drowned Ammet, 1977)
3. «Чарівні одягу» (англ. The Spellcoats, 1979)
4. «Корона Дейлмарка» (англ. Crown of Dalemark, 1993)

В хронологічному порядку:
1. «Чарівні одягу» (англ. The Spellcoats, 1979)
2. «Дорога вітрів» (англ. Drowned Ammet, 1977)
3. «Син менестреля» (англ. Cart and Cwidder, 1975)
4. «Корона Дейлмарка» (англ. Crown of Dalemark, 1993)

#### Цикл «Замок»
1. «Мандрівний замок Хаула» (англ. Howl's Moving Castle, 1986, Мандрівний замок Хаула (аніме))
2. «Повітряний замок» (англ. Castle in the Air, 1990)
3. «Будинок безлічі шляхів» (англ. House of Many Ways, 2008)

#### Цикл «Magids»
- «Незбагненна таємниця» (англ. Deep Secret, 1997) — для дорослих
- «Змова Мерліна» (англ. The Merlin Conspiracy, 2003)

### Повісті і романи
- Changeover (1970) — для дорослих
- «Зуб Вілкинса» (англ. Wilkins 'Tooth, Witch's Business, 1973)
- The Ogre Downstairs (1974)
- «У собачій шкурі» (англ. Dogsbody, 1975)
- Eight Days of Luke (1975)
- «Сила трьох» (англ. Power of Three, 1977)
- Who Got Rid of Angus Flint? (1978) — для молодшого віку
- The Four Grannies (1980) — для молодшого віку
- The Time of the Ghost (1981)
- The Homeward Bounders (1981)
- «Пастка для чарівників» (англ. Archer's Goon, 1984)
- «Лицар на золотому коні» (англ. Fire and Hemlock, 1985)
- A Tale of Time City (1987)
- Wild Robert (1989)
- Chair Person (1989) — для молодшого віку
- «Моя тітонька — відьма» (англ. Black Maria, 1991)
- Yes, Dear (1992) — для дуже маленьких
- A Sudden Wild Magic (1992) — для дорослих
- Hexwood (1993)
- Puss in Boots (1999) — для дуже маленьких
- Enna Hittims (2006)
- The Game (2007)
- «Чарівний вітраж» (англ. Enchanted Glass 2009)

### Оповідки
- Aunt Bea's Day Out — для молодшого віку
- Carruthers — для молодшого віку
- Dragon Reserve, Home Eight
- Enna Hittims
- Everard's Ride
- The Fat Wizard
- The Fluffy Pink Toadstool — для молодшого віку
- The Girl Who Loved The Sun
- The Green Stone — для молодшого віку
- The Master
- Mela Worms — для дорослих
- Nad and Dan adn Quaffy
- No One — для молодшого віку
- The Plague of Peacocks — для молодшого віку
- The True State of Affairs
- What The Cat Told Me
- Little Dot

### Збірки
- Everard's Ride (1995)
- Minor Arcana (1996)
- Believing is Seeing very similar to Minor Arcana
- Вихори чарівництва (англ. Mixed Magics, 2000)
- Stopping for a Spell
- Unexpected Magics (2004)
- Збірка Святого Петра

### Проза та поезія
- A Slice of Life (1991)
- The Medusa
- The Skiver's Guide (1984)
- The Shape of the Narrative (Володар перснів, 1994)
- The Tough Guide to Fantasyland (1997)

### П'єси
- The Batterpool Business (1968)
- The King's Things (1970)
- The Terrible Fisk Machine (1972)

### Редактор
- Fantasy Stories (1994)
- Hidden Turnings (1989)

## Екранізації
- 2004 — Мандрівний замок Хаула

## Українські переклади
- «Мандрівний замок Хаула» (пер. Андрія Поритка)[9]
- «Повітряний замок» (пер. Андрія Поритка)[10]
- «Будинок безлічі шляхів» (пер. Андрія Поритка)[11]
- «Зачароване життя» (пер. Віктора Шовкуна)[12]
- «Дев'ять життів Крістофера Чанта» (пер. Оксана Самара)[13]
- «Енна Хіттімс»
- «Зачароване скло»
- «Вуховертка та відьма»
- «Пухнастий рожевий гриб»
- «Нашестя павичів»
- «Шалений Роберт»
- «Острови Халдеї»